# Rafael Marín Lázaro
Rafael Marín Lázaro (Utiel, 1878 - Madrid, 12 d'abril de 1945) fou un polític i advocat valencià, diputat a les Corts Espanyoles durant la restauració borbònica.

## Biografia
Estudià als escolapis de València i dret a la Universitat de València, tot doctorant-se a la Universitat de Madrid. Exercí el dret a Madrid i a València, especialitzat en legislació mercantil; formà part de la Congregació Mariana de València i el 1900 participà en el Congrés Internacional d'Estudiants Catòlics. S'afilià al sector confessional catòlic del Partit Conservador. Fou elegit diputat per Madrid a les eleccions generals espanyoles de 1914, i durant aquella legislatura fou governador del Banc Exterior d'Espanya, Director General de l'Administració Local i Subsecretari del Ministeri de Gràcia i Justícia.
A les eleccions generals espanyoles de 1920 fou escollit novament diputat per Requena i destacà per defensar el paper dels responsables del desastre d'Annual en el debat de l'expedient Picasso. En 1920 també fou escollit acadèmic de la Reial Acadèmia de Ciències Morals i Polítiques. Durant la Segona República Espanyola fou membre d'Acció Catòlica i fou elegit diputat per la CEDA per la província de Madrid a les eleccions generals espanyoles de 1936. Quan esclatà la guerra civil espanyola hagué de fugir de Madrid i la seva casa fou saquejada.

## Obres
- La doctrina de Santo Tomás de Aquino en la ciencia del derecho del siglo XII y en la de nuestros días
- Los ideales del Movimiento Católico Universitario
- La Ciencia y la Educación popular
- La economía agraria y el capitalismo
- Las escuelas económicas del siglo XX
- El divorcio
- La familia cristiana según la Enciclica Divinis Redemptoris
- Las órdenes religiosas y la reforma de la ley de Asociaciones
- El duelo
- Supresión de la enseñanza religiosa en las escuelas